# Hiligeho
Hiligeho is een bestuurslaag in het regentschap Nias Selatan van de provincie Noord-Sumatra, Indonesië. Hiligeho telt 1430 inwoners (volkstelling 2010).